# Иван Фролов (судно)
«Иван Фролов» — российское научно-исследовательское судно, строящееся с 2023 года на «Адмиралтейских верфях» в Санкт-Петербурге. Названо в честь бывшего директора Арктического и антарктического научно-исследовательского института Ивана Фролова.
Ввод в эксплуатацию запланирован на 2028 год.

## История
Госконтракт на строительство судна был подписан в марте 2023 года между Росгидрометом и АО «Адмиралтейские верфи». В рамках контракта Правительство России в 2023-2028 годах должно выделить 39,7 млрд рублей.
Разработчиком проекта выбрано Невское проектно-конструкторское бюро. 
В июне 2023 года для подтверждения характеристик нового судна на базе Крыловского государственного научного центра прошли испытания модели в аэродинамической трубе.
В декабре 2023 года на верфи приступили к резке металла для судна.
В  октябре 2024 года на «Адмиралтейских верфях» состоялась церемония закладки судна.

## Описание
«Иван Фролов» — универсальное судно Проекта 23680 (НЭП-160) для обеспечения существующей инфраструктуры и функционирования полярных станций (замена персонала, выгрузка на необорудованный берег, материально-техническое обеспечение полярных станций, вывоз отходов и мусора, мониторинг и охрана окружающей среды) и проведения научных исследований в Арктике и Антарктике.
Заводской номер — 02500.
На судне будет возможность обустройства до 20 лабораторий (в том числе гидрохимическая, гидрографическая, метеосиноптическая, геолого-геофизическая, гравиметрическая, ледоисследовательская) для различных исследований. Кроме того строительством предусматривается оборудование на борту вертолётной площадки для приёма вертолетов типов Ми-8, Ми-38 или Ка-32, а также ангара на два вертолёта.
Существует возможность установки двух носовых кранов (50 тонн, 27 метров) и двух кормовых (12 тонн, 27 метров). 
Среди палубного научного оборудования: П-рама высотой 8 метров, многолучевой эхолот, разъездной рабочий катер, заваливающаяся кран-балка, носовая грузовая площадка.

## Деятельность
После ввода в эксплуатацию судно должно войти в состав флота Арктического и антарктического научно-исследовательского института. Предполагается, что «Иван Фролов» придёт на смену научно-исследовательскому судну «Академик Фёдоров», введённому в эксплуатацию в 1987 году.